# Binjanej ha-Uma
Binjanej ha-Uma (hebrejsky בנייְני האומה‎, doslova Budovy národa) je kongresové centrum ve čtvrti Giv'at Ram v Jeruzalémě, v Izraeli. Jedná se o největší kongresové centrum na Blízkém východě.

## Historie
Kongresové centrum Binjanej ha-Uma bylo poprvé představeno Alexanderem Ezerem (který se později stal jeho generálním ředitelem) a navrženo architektem Ze'evem Rechterem, který v roce 1949 vyhrál soutěž o návrh.
Výstavba probíhala v letech 1950 až 1963. V roce 1953 se zde konala první izraelská mezinárodní výstava Dobytí pouště. V roce 1960 se zde konalo zasedání Světové sionistické organizace.
Období ekonomických potíží v prvním desetiletí izraelské nezávislosti vedlo k častému přerušováni výstavby kvůli nedostatku finančních prostředků, proto byl také projekt nazýván „Národní ruina“. Rechterův návrh představoval pevnou stavbu obloženou obloženou jeruzalémským kamenem. Místo původně plánovaného monumentálního reliéfu od umělců Josefa Zarického a Jicchaka Dancigera byla fasáda pokryta skleněnými tabulemi azurové barvy.

## Kapacita a využití
Binjanej ha-Uma se nachází naproti Ústřednímu autobusovému nádraží Jeruzalém při západním vjezdu do města a nachází se v něm 27 sálů pro více než 10 000 osob. Je členem Mezinárodní kongresové asociace ICCA a Mezinárodní asociace kongresových center (AIPC). Jeho největší sál, auditorium Menachema Usiškina, má kapacitu 3 104 míst. Celkem 12 000 metrů čtverečních výstavní plochy se rozkládá na dvou podlažích a deseti výstavních plochách.
Binjanej ha-Uma je sídlem Jeruzalémského symfonického orchestru. Komplex hostil řadu mezinárodních akcí, mezi které patří Eurovision Song Contest 1979, Eurovision Song Contest 1999 a Jeruzalémský mezinárodní knižní veletrh. Probíhal zde soudní proces s válečným zločincem Johnem Demjanjukem

## Rozvojové plány
Projednávají se plány na rozšíření Binjanej ha-Uma o 30 000 metrů čtverečních, zdvojnásobení parkovacích ploch, přístavbu tří kancelářských věží, obchodních prostor a hotelu.

## Odkaz na kulturu
Binjanej ha-Uma sloužilo jako dějiště románu Frameshift (1997) od Roberta J. Sawyera. Po druhé světové válce se zde konal soudní proces s nacistickým dozorcem, který byl stíhán za zvěrstva páchaná na židovských vězních.

## Galerie

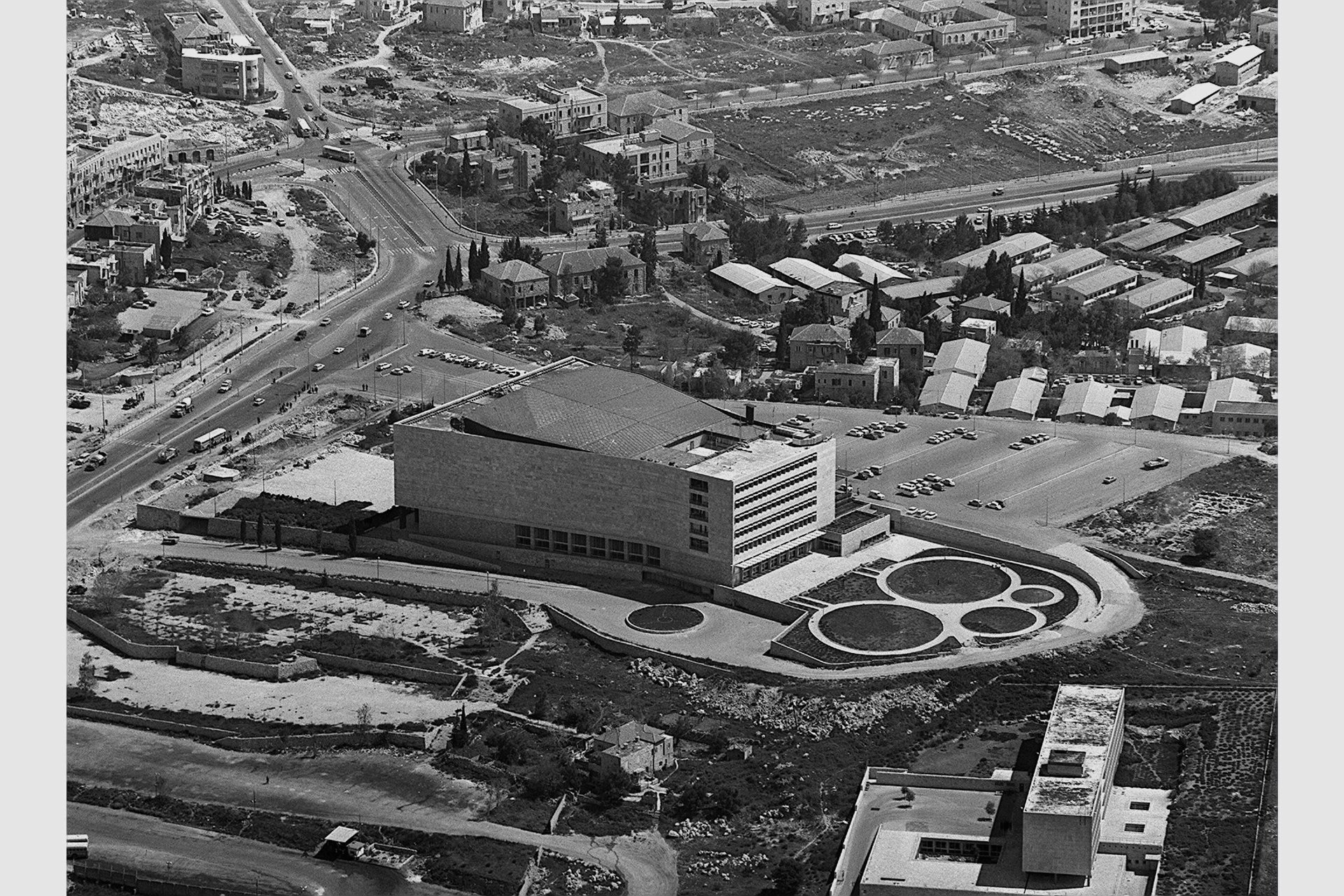
Kongresové centrum Binjanej ha-Uma krátce po dokončení (kolem roku 1960)
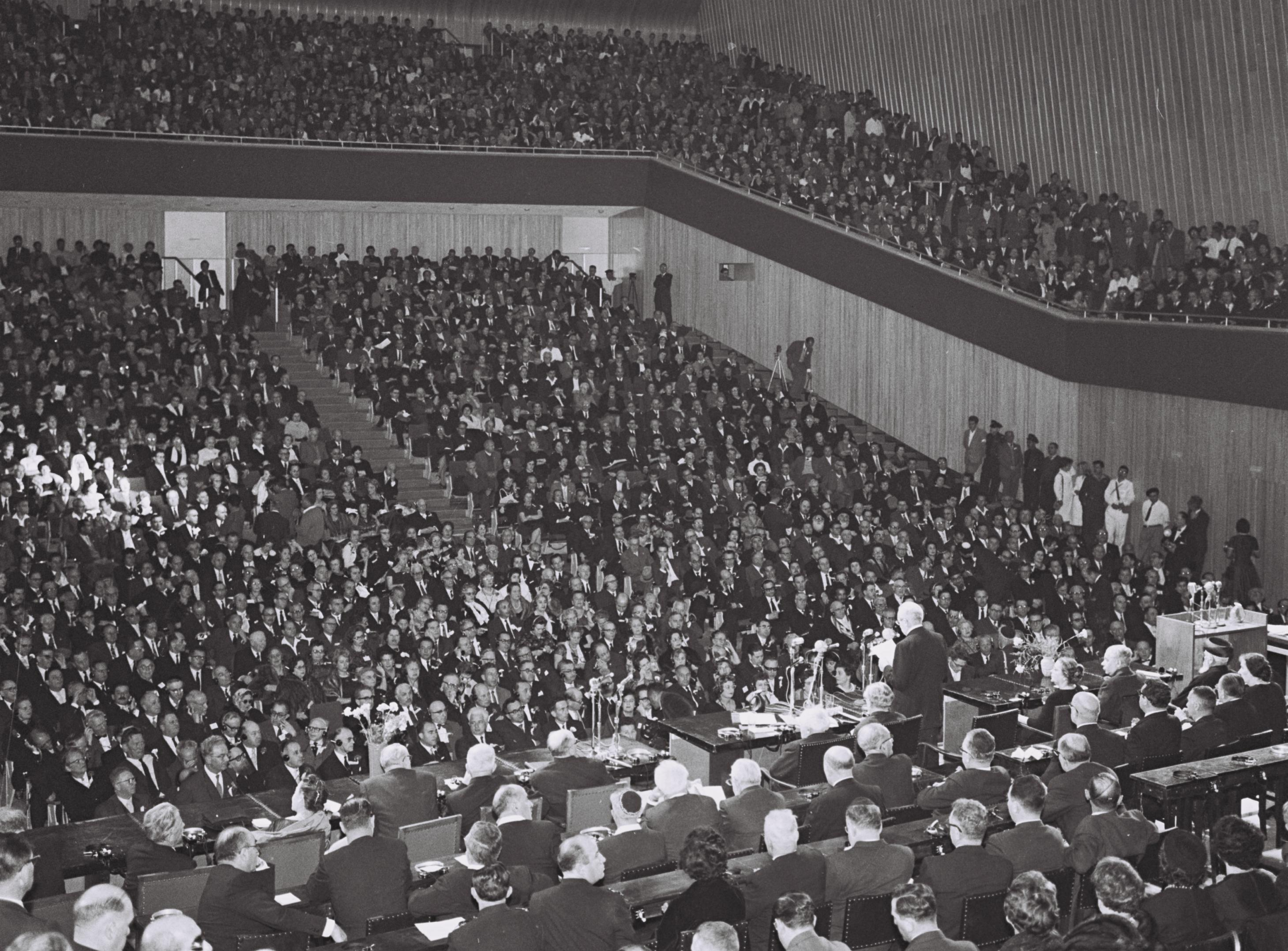
25. mezinárodní sionistický kongres
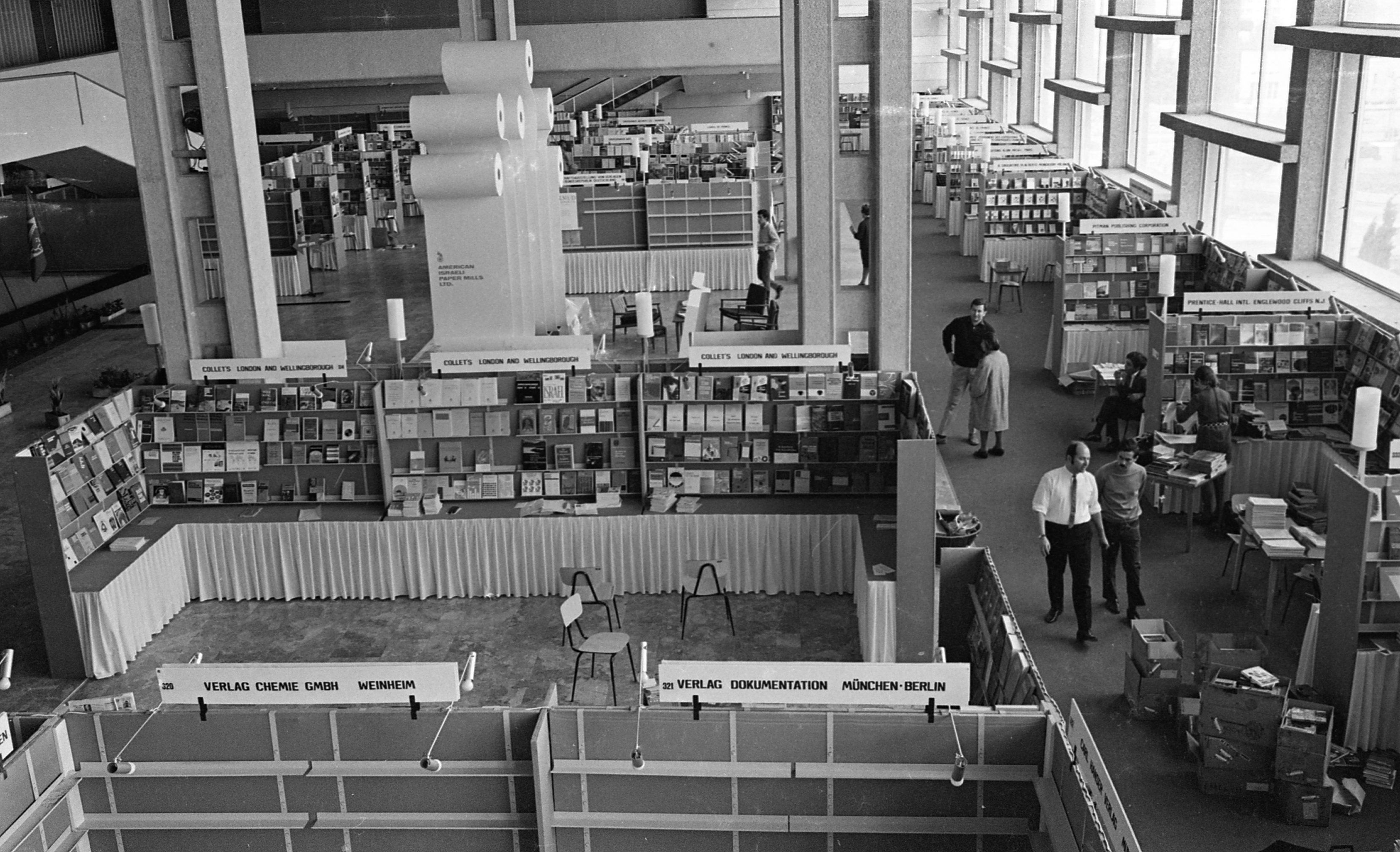
Čtvrtý Jeruzalémský knižní veletrh, 1969. Ze sbírek Národní knihovny Izraele
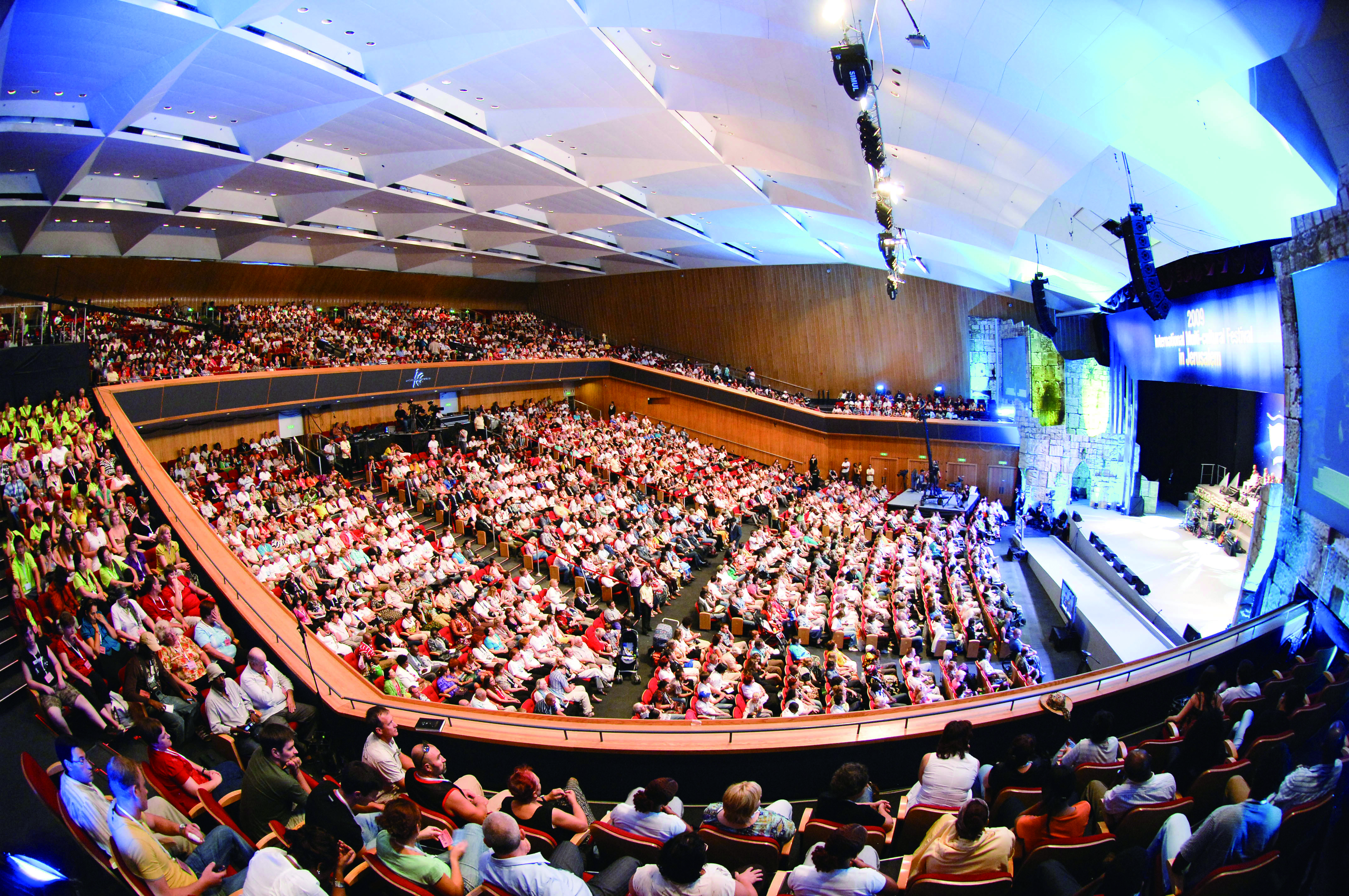
Festival v roce 2009
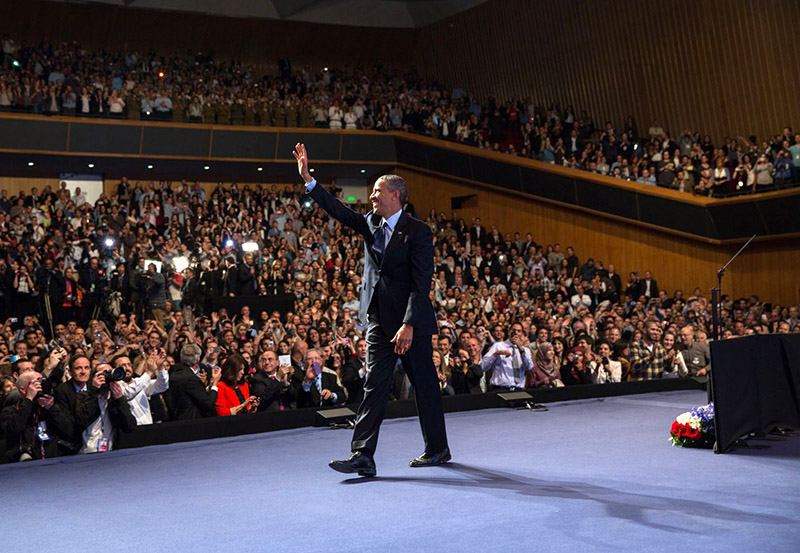
Americký prezident Barack Obama mává studentům po projevu, březen 2013